# مرداد ۱۳۸۵

## شنبه: ‎۲۸ مرداد۱۳۸۵(۱۹ اوت۲۰۰۶)
- اعلام آمادگی ترکیه برای مشارکت در نیروهای حافظ صلح در لبنان / برخی اختلافات همچنان باقی است

ترکیه آمادگی خود را برای اعزام نیرو در قالب نیروهای بین‌المللی حافظ صلح به لبنان اعلام کرد. 
- دستگیری چهار جاسوس آمریکا در ونزوئلا

هوگو چاوز از دستگیری چهار جاسوس که برای دولت آمریکا جاسوسی می‌کردند و آنها را به آمریکایی‌ها تحویل داده‌اند، خبر داد. 

## سه‌شنبه: ‎۲۴ مرداد۱۳۸۵(۱۵ اوت۲۰۰۶)
- مذاکره روسای جمهور ایران و پاکستان و نخست‌وزیر هند درباره خط لوله گاز

روسای جمهور ایران و پاکستان و نخست‌وزیر هند در اجلاس کشورهای غیرمتعهد که ماه آینده در کوبا برگزار خواهد شد، درباره خط لوله گاز مذاکره خواهند کرد. 
- حزب الله خواستار ایستادگی مسئولان لبنانی در برابر فشارهای خارجی شد

جنبش مقاومت اسلامی لبنان از همه مسئولان لبنانی خواست تا با روحیه گرفتن از پایداری ملت لبنان در برابر تجاوزات اسرائیل، در برابر فشارهای خارجی ایستادگی کنند. 

## چهارشنبه: ‎۱۸ مرداد۱۳۸۵(۹ اوت۲۰۰۶)
- شورای امنیت در رابطه با بحران لبنان و پرونده هسته‌ای ایران سیاستی دوگانه در پیش گرفته است

در دیدار هیئت پارلمانی ژاپن با وزیر امور خارجه جمهوری اسلامی، طرفین بر ضرورت توسعه هرچه بیشتر همکاری‌های سیاسی، فرهنگی، اقتصادی و منطقه‌ای و بین‌المللی تاکید کردند. 
- صادق محصولی مشاور رئیس جمهور شد

دکتر محمود احمدی‌نژاد رئیس جمهور در حکمی مهندس صادق محصولی را به عنوان مشاور رئیس جمهور منصوب کرد. 

## یکشنبه: ‎۸ مرداد۱۳۸۵(۳۰ ژوئیه۲۰۰۶)
- اکبر محمدی (دانشجوی زندانی) در زندان اوین درگذشت.
- در اثر تهاجم هوایی اسرائیل به روستای قانا در لبنان دست کم ۵۴ غیرنظامی از جمله بیش از ۳۷ کودک کشته شدند.
- صدها تن از مردم خشمگین به ساختمان سازمان ملل در بیروت حمله بردند.
- نیروهای ایران خود را برای حمله به اسرائیل آماده می‌کنند.

## جمعه: ‎۶ مرداد۱۳۸۵(۲۸ ژوئیه۲۰۰۶)
- برخورد موشک حزب‌الله به بیمارستان

یک موشک حزب‌الله لبنان به طبقه بالای یک بیمارستان در اسرائیل برخورد کرد. این برخورد به شکستن یک پنجره منجر شد و تلفات جانی نداشت.

## پنج‌شنبه: ‎۵ مرداد۱۳۸۵(۲۷ ژوئیه۲۰۰۶)
- درگیری در جنوب لبنان

نه سرباز اسرائیلی در درگیری با نیروهای حزب‌الله لبنان کشته شدند. 

## چهارشنبه: ‎۴ مرداد۱۳۸۵(۲۶ ژوئیه۲۰۰۶)
- پوتین و احمدی نژاد درباره بحران خاورمیانه و موضوع هسته‌ای ایران گفتگو کردند

روسای جمهوری روسیه و ایران شب گذشته در یک گفتگوی تلفنی، درباره بحران به وجود آمده در منطقه به سبب حملهٔ ارتش اسرائیل به لبنان و موضوع هسته‌ای ایران بحث و تبادل نظر کردند. 

## دوشنبه: ‎۲ مرداد۱۳۸۵(۲۴ ژوئیه۲۰۰۶)
دیدار غیرمنتظرهٔ رایس از بیروت
- در دوازدهمین روز نبرد میان نیروهای حزب‌الله لبنان و ارتش اسراییل، کاندالیزا رایس، وزیر امور خارجهٔ ایالات متحدهٔ آمریکا، که برای مذاکره در مورد آتش‌بس میان دو نیرو به خاورمیانه سفر کرده بود، وارد بیروت پایتخت لبنان شد.

## یکشنبه: ‎۱ مرداد۱۳۸۵(۲۳ ژوئیه۲۰۰۶)
قتل ۱۹ مبارز طالبانی
- در نبرد میان نیروهای امنیتی افغانستان و نیروهای طالبان، ۱۹ مبارز طالبانی که دو نفر از آنها تبعهٔ پاکستان بودند کشته شدند.